# Walking on the Moon
Walking on the Moon è il secondo singolo estratto da Reggatta de Blanc, il secondo album del gruppo musicale britannico The Police.

## Il disco
Il singolo fu il secondo a piazzarsi al n.1 nelle classifiche UK dopo il precedente Message in a Bottle, mentre negli Stati Uniti non riuscì ad entrare in classifica. A detta di Sting, la canzone parla della sensazione di essere innamorati.
Sting disse che aveva scritto la canzone mentre era ubriaco:
«I was drunk in a hotel room in Munich, slumped on the bed with the whirling pit when this riff came into my head. I got up and starting walking round the room singing: "Walking round the room, walking round the room". That was all. In the cool light of morning I remembered what had happened and I wrote the riff down. But "Walking round the room" was a stupid title so I thought of something even more stupid which was "Walking on the moon."»
«Ero ubriaco in una camera d'albergo a Monaco di Baviera, crollato sul letto in preda ai fumi dell'alcool quando mi è venuto in mente questo riff. Mi sono alzato e messo a camminare per la stanza cantando: "Walking round the room, walking round the room (camminando per la stanza)". Questo era tutto. Il mattino seguente mi sono ricordato cosa era successo e ho appuntato il riff. Ma "Walking round the room" era un titolo stupido, così ne ho pensato uno ancora più stupido che era "Walking on the moon". »
Nella sua autobiografia, Sting allude al fatto che la canzone gli fu parzialmente ispirata da una sua vecchia fiamma:
«Deborah Anderson was my first real girlfriend...walking back from Deborah's house in those early days would eventually become a song, for being in love is to be relieved of gravity.»
«Deborah Anderson era la mia prima vera ragazza.. In quei primi periodi, tornare indietro da casa sua sarebbe successivamente diventato una canzone, poiché essere innamorati è come essere esenti dalla forza di gravità.»
Il video della canzone fu girato al Kennedy Space Center il 23 ottobre 1979. Raffigura i membri del gruppo che interpretano la canzone in mezzo a esposizioni di astronavi, inframezzati con filmati della NASA. Sia Sting che Andy Summers suonano la chitarra nel video, mentre Copeland tamburella su un razzo Saturn V.

## Tracce
7"
Testi e musiche di Sting.
1. Walking on the Moon (Edit) – 4:08
2. Visions of the Night – 3:05

12"
Testi e musiche di Sting.
1. Walking on the Moon – 4:59
2. Visions of the Night – 3:05

## Formazione
- Sting - voce e basso
- Andy Summers - chitarra
- Stewart Copeland - batteria

## Classifiche
| Classifica (1979/80) | Posizione massima |
| -------------------- | ----------------- |
| Australia            | 9                 |
| Belgio (Fiandre)     | 16                |
| Canada               | 65                |
| Francia              | 6                 |
| Irlanda              | 1                 |
| Nuova Zelanda        | 12                |
| Paesi Bassi          | 8                 |
| Regno Unito          | 1                 |
| Spagna               | 20                |
| Sudafrica            | 10                |